# الهولوكوست في إستونيا
الهولوكوست في إستونيا هو جرائم النظام النازي المرتكبة في أثناء احتلال ألمانيا النازية لإستونيا. قبل الحرب، كان هناك ما يقرب من 4300 يهودي إستوني. وبعد الاحتلال السوفيتي عام 1940، رُحل نحو 10% من السكان اليهود إلى سيبيريا، إلى جانب غيرهم من الإستونيين الآخرين. هرب نحو 75% من اليهود الإستونيين إلى الاتحاد السوفيتي، بسبب معرفتهم المسبقة بالمصير الذي ينتظرهم على يد ألمانيا النازية؛ عمليًا جميع الذين بقوا (ما بين 950 و1000 شخص) قتلوا على يد قوات الأينزاتسغروبن إيه والمتواطئين المحليين قبل نهاية عام 1941. كما أبيد الغجر الإستونيون أو استعبدوا من قبل المحتلين النازيين وأعوانهم ومن تواطئ معهم. وكذلك قتل النازيون وحلفاؤهم نحو 6000 شخص من أصل إستوني و1000 شخص من الروس الذين اتهموا بالتعاطف مع الشيوعية أو أقارب المتعاطفين مع الشيوعية. بالإضافة إلى ذلك، قُتل نحو 25 ألف أسير حرب سوفيتي ويهودي من أجزاء أخرى من أوروبا في إستونيا خلال الاحتلال الألماني.

## الحياة اليهودية قبل الهولوكوست
قبل الحرب العالمية الثانية، ازدهرت الحياة اليهودية مع مستوى الاستقلالية الثقافية التي كانت الأكثر شمولاً في جميع أنحاء أوروبا، ما أعطى السكان اليهود المحليين كامل السيطرة على التعليم والجوانب الأخرى للحياة الثقافية الخاصة بهم. وفي عام 1936، ذكرت صحيفة ذا جويش كرونكيل اليهودية التي تتخذ من بريطانيا مقراً لها أن «إستونيا هي الدولة الوحيدة في أوروبا الشرقية حيث لا تمارس الحكومة ولا الشعب أي تمييز ضد اليهود، وحيث يترك اليهود بسلام، ويسمح لهم أن يقودوا حياة حرة وغير مقيدة، وأن يجعلوها تتوافق مع مبادئهم الوطنية والثقافية».

## قتل السكان اليهود
بدأت عمليات القتل ضد بقية اليهود على الفور كمرحلة أولى من خطة جنرالبلان أوست والتي تتطلب «إزالة» 50% من السكان الإستونيين.:54 نفذت هذه العمليات قوات الإينساتسكوماندو (الزوندركوماندوس) 1 إيه بقيادة مارتين ساندبيرغر، وهي جزء من قوات الأينزاتسغروبن إيه بقيادة فالتر شتاليكر، الذي تبع وصول القوات الألمانية الأولى في 7 يوليو 1941. استمرت الاعتقالات والإعدامات مع تقدم الألمان بمساعدة المتعاونين المحليين عبر إستونيا. ثم أصبحت إستونيا جزءًا من مفوضية الرايخ أوستلاند. وأسست الزهياهايتسبوليتساي (شرطة الأمن) للأمن الداخلي تحت قيادة أين إرفين مير في عام 1942. وقد أعلن نظام الاحتلال الألماني أن إستونيا دولة يودناين (خالية من اليهود) في وقت مبكر في مؤتمر وانسيي. وقد قتل اليهود الذين بقوا في إستونيا (929 شخصًا وفقًا لأحدث الحسابات). ويعرف أن أقل من عشرة يهود إستونيين نجوا من الحرب في إستونيا.

### السياسة الألمانية تجاه اليهود في إستونيا
تحتوي أرشيفات الدولة الإستونية على شهادات وفاة وقوائم لليهود الذين أُطلقت عليهم النار بتواريخ يوليو وأغسطس وأوائل سبتمبر من عام 1941. على سبيل المثال، تنص شهادة وفاة روبين تيتلباوم الرسمية، المولود في تابا في 17 يناير عام 1907، باقتضاب في استمارة طُبع فيها البند السابع لكن التاريخ تُرك فارغًا: «بقرار من شرطة الأمن في 4 سبتمبر عام 1941، حُكم عليه بالإعدام، ونُفذ القرار في نفس اليوم في تالين». كانت جريمة تيتلباوم هي «كونه يهوديًا» ومن ثم فإنه يشكل «تهديدًا للنظام العام».
في 11 سبتمبر عام 1941، ظهرت مقالة بعنوان «نجمة يهودية على الظهر» في صحيفة بوستيميس الإستونية واسعة الانتشار. ذكرت أن الدكتور أوتو هاينريش دريشسلر، المفوض السامي لأوستلاند، قد أعلن مراسيم يتعين بموجبها على جميع اليهود المقيمين في أوستلاند منذ ذلك اليوم وصاعدًا وضع نجمة داوود الصفراء السداسية بقطر يبلغ 10 سم (4 بوصات) على الأقل على الجانب الأيسر من ظهورهم وصدورهم.
في نفس اليوم، وصلت التعليمات الصادرة عن شرطة الأمن إلى جميع أقسام الشرطة المحلية التي أعلنت أن قوانين نورمبورغ سارية المفعول في أوستلاند، محددة من يكون اليهودي، وما يُسمح لليهود بفعله، وما يُحظر عليهم. مُنع اليهود من تغيير مكان إقامتهم، والسير على الرصيف، واستخدام أي وسيلة نقل، والذهاب إلى المسارح، أو المتاحف، أو السينما، أو المدرسة. أُعلن أن مهن المحامي، أو الطبيب، أو كاتب العدل، أو المصرفي، أو الوكيل العقاري، أو حتى البائع المتجول مغلقةٌ أمام اليهود. أعلنت التعليمات عن مصادرة ممتلكات السكان اليهود ومنازلهم. وشددت على أن العمل لتحقيق هذه الغاية سيبدأ في أقرب وقت ممكن، وأن قوائم اليهود وعناوينهم وممتلكاتهم من المقرر أن تستكملها الشرطة بحلول 20 سبتمبر عام 1941.

نصت هذه التعليمات أيضًا على إنشاء معسكر اعتقال بالقرب من مدينة تارتو في جنوب شرق إستونيا. نص قرار لاحق على إنشاء حي يهودي (غيتو) بالقرب من بلدة هاركو، لكنه لم يُبنَ قط، وبدلًا من ذلك، بُني معسكر اعتقال صغير هناك. تحتوي أرشيفات الدولة الإستونية على مواد ذات صلة بحالات 450 يهوديًا إستونيًا تقريبًا. كانوا يُعتقلون عادة في المنزل أو في الشارع، ويُقتادون إلى مركز الشرطة المحلية مُتهمين بـ«جريمة» كونهم يهودًا. وكانوا إما يتعرضون لإطلاق الرصاص مباشرة أو يُرسلون إلى معسكر الاعتقال ويُطلق عليهم الرصاص لاحقًا. تصف امرأة إستونية، إي. إس.، اعتقال زوجها اليهودي على النحو الآتي:
لأن زوجي لم يكن يخرج من المنزل، كنت أنا من يذهب إلى المدينة كل يوم لأرى ما يجري. ارتعبت جدًا عندما رأيت ملصقًا عند زاوية ساحة فابادوس وشارع هارجيو يدعو الناس لكشف مواقع شقق اليهود. في ذلك اليوم المميت بتاريخ 13 سبتمبر، خرجت مجددًا لأن الطقس كان جيدًا لكنني أتذكر أنني كنت قلقة جدًا. هرعت إلى المنزل، وعندما وصلت إلى هناك، سمعت بعض الأصوات في شقتنا وشعرت بأن شيئًا ما قد حدث. كان هناك رجلان من السيلبستشوتز قالا إنهما سيأخذان زوجي إلى مركز الشرطة. ركضت خلفهما وذهبت إلى رئيس الضباط وطلبت الإذن لرؤية زوجي. أجاب رئيس الضباط بأنه لا يستطيع منحي الإذن، لكنه أضاف بصوت منخفض أنني يجب أن آتي في صباح اليوم التالي حين سيُنقل السجناء إلى السجن، فربما أستطيع رؤية زوجي في الممر. عدت في صباح اليوم التالي كما قيل لي، وكانت تلك آخر مرة رأيت فيها زوجي. في 15 سبتمبر، ذهبت إلى شرطة الأمن الألمانية في تونيسماغي في محاولة للحصول على معلومات حول زوجي. قيل لي إنه قد أُردي بالرصاص. سألت عن السبب لأنه لم يكن شيوعيًا بل رجل أعمال، وكان الجواب: «لكنه كان يهوديًا».

## اليهود الأجانب
بعد غزو دول البلطيق، كانت نية الحكومة النازية استخدام بلدان البلطيق منطقةً رئيسية للإبادة الجماعية. نتيجة لذلك، رُحّل اليهود من بلدان خارج البلطيق إلى هناك لقتلهم. قُتل ما يقدر بـ10,000 يهودي في إستونيا بعدما رُحّلوا إلى مخيمات هناك من أماكن أخرى في أوروبا الشرقية. أنشأ النظام النازي أيضًا 22 معسكرًا للاعتقال لليهود الأجانب في أراضي إستونيا المحتلة، حيث استُخدموا عمالًا عبيدًا. كان معسكر فيفارا الأضخم للاعتقال معسكرَ للمرور العابر، وقد عالج 20,000 يهوديًا من لاتفيا والأحياء اليهودية الليتوانية. اختير الرجال الأصحّاء عادة للعمل في مناجم الصخر الزيتي في شمال شرق إستونيا. أما النساء والأطفال والشيوخ، فقد قُتلوا فور وصولهم.
رُحّل ما لا يقل عن حمولتين من يهود أوروبا الوسطى إلى إستونيا، وقُتلوا لدى وصولهم إلى موقع كاليفي ليفا بالقرب من معسكر اعتقال ياغالا.

### قتل اليهود الأجانب في كاليفي ليفا
وفقًا لشهادة الناجين، وصلت على الأقل اثنتان من وسائل النقل تحملان نحو 2,100-2,150 من يهود أوروبا الوسطى إلى محطة سكة الحديد في راسيكو، إحداهما من تيريزينشتات (تيريزين) تحمل اليهود التشيكوسلوفاكيين، والأخى من برلين تحمل مواطنين ألمان. نُقل ما بين 1,700-1,750 شخصًا على الفور إلى موقع إعدام في كثبان كاليفي ليفا الرملية وأُطلق عليهم الرصاص. اختير 450 شخصًا تقريبًا للعمل في معسكر ياغالا.
وصلت حمولة بي 1.9.1942 من تيريزينشتات إلى محطة راسيكو في 5 سبتمبر عام 1942، بعد رحلة استغرقت خمسة أيام. وفقًا لشهادة رالف غيريتس، وهو أحد المتهمين بمحاكمات جرائم الحرب في عام 1961، وصلت ثماني حافلات محملة بالشرطة المساعدة الإستونية إلى تالين. أشرف على عملية الاختيار آين إرفين مير، وهو رئيس شرطة الأمن في إستونيا؛ أُرسلت الناقلات التي لم يقع عليها الاختيار للعمل بالسخرة في حافلة إلى موقع للقتل قرب المخيم. في ما بعد، قتلت الشرطة، في فرق من 6 إلى 8 رجال، اليهودَ بنيران مدفع رشاش. ولكن خلال التحقيقات اللاحقة، أنكر بعض حرس المعسكر مشاركة الشرطة، وقالوا إن عمليات الإعدام نفذها أفراد المعسكر. في اليوم الأول، قُتل ما مجموعه 900 شخص بهذه الطريقة. يشهد غيريتس أنه أطلق النار على ضحية كانت لا تزال تصدر صوتًا في كومة الجثث المكدسة. أُديرت العملية بأكملها من قبل قائدَي الشوتزشتافل (الإس إس) هاينريش بيرغمان ويوليوس غيزه. أوضح بعض الشهود أن هاينريش بيرغمان هو الشخصية الرئيسية وراء إبادة الغجر الإستونيين. في حالة بي 1.9.1942، فإن الوحيدين الذين اختيروا للعمل وللنجاة من الحرب كانوا مجموعة صغيرة من النساء الشابات اللواتي نُقلن إلى سلسلة من معسكرات الاعتقال في إستونيا، وبولندا، وألمانيا، ثم بيرغن بيلسن، حيث أُطلق سراحهن. استخدم قائد المخيم لاك النساء في الاستعباد الجنسي، وقتل العديد منهن بعد انتهاء فائدتهن.

استُمع إلى عدد من الشهود الأجانب في محاكمات ما بعد الحرب في إستونيا السوفيتية، بما فيهم خمس نساء نُقلن في بي 1.9.1924 من تيريزينشتات.
شارك المتهمون مير وغيريتس وفيك في الجرائم وعمليات الإبادة الجماعية التي ارتكبها الغزاة النازيون على أرض جمهورية إستونيا الاشتراكية السوفيتية. وفقًا للنظرية العنصرية النازية، صدرت تعليمات إلى شرطة الأمن والشرطة الأمنية الألمانية بإبادة اليهود والغجر. تحقيقًا لهذه الغاية، أنشأ مير ومعاونوه معسكرًا للموت في ياغالا خلال شهري أغسطس وسبتمبر من عام 1942، على بعد 30 كيلومترًا (19 ميلًا) من تالين. عيّن مير ألكسندر لاك مسؤولًا عن المعسكر؛ وعيّن رالف غيريتس نائبًا له. في 5 سبتمبر عام 1942، وصل قطار يحمل 1,500 مواطن تشيكوسلوفاكي تقريبًا إلى محطة السكة الحديدية راسيكو. اختار مير وغيريتس ولاك شخصيًا من ينبغي إعدامه ومن ينبغي أن يُنقل إلى معسكر الموت في ياغالا. نُقل أكثر من 1,000 شخص، معظمهم من الأطفال والمسنين والعجزة، إلى أرض قاحلة في كاليفي ليفا، حيث أُعدموا ببشاعة في حفرة خاصة. في منتصف سبتمبر، وصل القطار الثاني للقوات وعلى متنه 1,500 سجين من ألمانيا إلى محطة السكة الحديدية. اختار مير ولاك وغيريتس ألف ضحية أخرى، حُكم عليهم بعد ذلك بالإبادة. نُقلت هذه المجموعة من السجناء، التي ضمت النساء المرضعات وأطفالهن حديثي الولادة، إلى كاليفي ليفا حيث قُتلوا. في مارس عام 1943، أعدم أفراد معسكر كاليفي ليفا نحو خمسين غجريًا، نصفهم دون سن الخامسة. أُعدم أيضًا 60 طفلًا غجريًا في سن المدرسة...

## إبادة الغجر (شعب الروما)
أشار عدد من الشهود إلى أن هاينريش بيرغمان هو الشخصية الرئيسية وراء إبادة الغجر الإستونيين.

## وصلات خارجية
- الهولوكوست في دول البلطيق - ياد فاشيم
- التواطؤ مع النظام النازي في أوروبا الشرقية: دراسة في حالة قوات الأمن الإستونية (بالإنجليزية)
- إبادة الغجر في إستونيا خلال الحرب العالمية الثانية (بالإنجليزية)